# Anton Bratkow
Anton Wiktorowycz Bratkow, ukr. Антон Вікторович Братков (ur. 14 maja 1993 w Kirowohradzie) – ukraiński piłkarz, grający na pozycji obrońcy.

## Kariera piłkarska

### Kariera klubowa
Wychowanek klubów Widradny Kijów i Dynamo Kijów, barwy których bronił w juniorskich mistrzostwach Ukrainy (DJuFL). 8 lipca 2010 rozpoczął karierę piłkarską w młodzieżowej drużynie U-21 Dynama Kijów, a 14 lipca 2013 debiutował w składzie Dynamo-2 Kijów. 29 lipca 2016 został piłkarzem Weresu Równe, ale wkrótce 2 września przeniósł się do Desny Czernihów. 27 stycznia 2018 podpisał kontrakt z Zirką Kropywnycki. 21 czerwca 2018 wrócił do Desny Czernihów. 3 lutego 2019 podpisał kontrakt z Maccabi Petach Tikwa. 14 lipca 2019 przeszedł do FK Lwów.

### Kariera reprezentacyjna
W 2008 debiutował w reprezentacji U-17. Występował również w juniorskiej reprezentacji U-19. W latach 2012–2014 bronił barw młodzieżowej reprezentacji Ukrainy.

## Sukcesy i odznaczenia

### Sukcesy klubowe
Desna Czernihów
- wicemistrz Pierwszej Ligi: 2016/17